# Carlo Parisi
Carlo Parisi, född 8 mars 1960 i Catanzaro i Italien, är en volleybolltränare. 
Parisi har tränat klubbar i Italien, Azerbajdzjan, Frankrike, Grekland och Rumänien samt varit förbundskapten för Tjeckiens damlandslag. Störst framgång har han haft med Busto Arsizio, med vilka han vann Serie A1, Coppa Italia och CEV Cup 2011/2012 samt CEV Cup även  2009–2010.